# Гарасимчук Роман Петрович
Рома́н Петро́вич Гарасимчу́к (нар. 12 січня 1900, Старі Купновичі, нині Купновичі, Самбірський район, Львівська область — пом. 3 травня 1976, Львів) — український мистецтвознавець, музикознавець, етнолог. Доктор філософії за спеціальністю «етнологія» (1939), кандидат мистецтвознавства (1957).

## Життєпис
Після закінчення середньої школи у 1921 році, Роман Гарасимчук отримав музичну освіту в Львівській консерваторії, а з 1925 року продовжив навчання на філософському факультеті Львівського університету. Під час свого навчання він приділяв особливу увагу дослідженню давньої історії, етнографії, антропології, філософії, музикології, мистецтвознавства і музеєзнавства. Закінчив Львівський університет у 1935 році.
Через перебування на службі у польській армії в 1928—1929 роках, навчання в університеті тривало понад десять років. Ймовірно, через фінансові труднощі ще у гімназії Роману Гарасимчуку довелося підробляти репетиторством. Під час навчання в університеті він заробляв на прожиток і оплату за навчання, виконуючи різноманітні обов'язки в Етнологічному закладі Львівського університету. Роман Гарасимчук, навчаючись в університеті, займався етнографічним дослідженням танців на Гуцульщині та співпрацював з Етнографічною комісією Наукового товариства ім. Шевченка, очолюваною Ф. Колессою. Після закінчення університету з дипломом магістра філософії і спеціальністю етнографа, Романа Гарасимчука прийняли на роботу завідувачем відділу у Львові в Культурно-історичному музеї НТШ (1935—1940), у радянський час — в Етнографічному музеї, Музеї художньої промисловості, Львівському відділі ІМФЕ АН УРСР. Був старшим науковим співробітником, керівником етнографічної групи, заступником директора Львівського відділу Інституту українського фольклору. З 1955 року працював у Музеї етнографії та художнього промислу.
Свою працю «Гуцульські танці», профінансовану Варшавським товариством приятелів Гуцульщини, Гарасимчук успішно захистив як докторську дисертацію в липні 1939 року у Львівському університеті. Офіційний рецензент, Ян Чекановський, зазначив у своєму відгуку, що це одна з найкращих етнографічних праць в етнологічній літературі.
Зокрема, він у співавторстві з асистентом етнологічного інституту Львівського університету Б. Табором оприлюднив у 1938 р. у Львові «Etnografia polonin huculskich» — етнологічне дослідження про полонинський господарство гуцулів, опублікована 1937 року. У творі подано багато невідомих і маловідомих фактів про організацію випасу та утримання худоби на луках, господарські та житлові будівлі, побут, звичаї, обряди, самолікування, світогляд, вірування пастухів. В основу покладено вихідні дані ґрунтовного дослідження скотарського господарства, проведеного авторами на 15 полонинах Косівського та Надвірнянського районів. Ця праця й досі вважається[ким?] взірцевою за своїм змістом і науковістю з точки зору ґрунтовного висвітлення й осмислення одного із додаткових питань галузі етнографії.
Також він проводив тривалі польові дослідження на Гуцульщині, під час яких зібрав чимало різноманітних матеріалів, які використовував у своїх народознавчих студіях. Дослідник збирав матеріал про традиційні танці гуцулів. Він провів обстеження більше сорока населених пунктів Гуцульщини і зібрав відомості про різноманітні варіанти танців, їх локальні відмінності та пов'язаність з обрядами та побутово-звичаєвими традиціями. Для здійснення цієї роботи дослідник залучав інформаторів, записував пісні та інструментальну музику, що супроводжувала танці. Поряд з цим він опрацьовував літературу й архівні джерела, що давали йому історичний та теоретичний контекст досліджуваного матеріалу. Це була праця, яка вимагала від дослідника глибоких знань з етнографії, музики та історії.
Гарасимчук одним із перших етнографів звернув увагу на наукову продуктивність картографічних методів у етнографічних дослідженнях та класифікації нотних матеріалів. Його реферат і стаття «Картографічна метода в етнографічному відділі обласного музею» були представлені 7 червня 1938 р. на шостому Краєвому українському музейному з'їзді в Коломиї та 17 листопада того ж року на засіданні Етнографічної комісії НТШ у Львові.

## Доробок
- Дещо про організацію народних промислів // Діло. 1937. № 143;
- Etnografja polonin huculskich. Lwów, 1938 (співавт.); Tańce huculskie. Lwów, 1939;
- Народні пісні Закарпатської України і стан наукових досліджень над ними // Новий час. 1939. № 4;
- Народное искусство Тернопольской области УССР // Сов. этнография. 1957. № 1;
- Гуцульські варіанти російських, чеських та румунських танців // Мат. з етнографії та мистецтвознавства. К., 1961. Вип. 6;
- Бойківські варіанти російських, чеських, польських та німецьких танців // Там само. 1962. Вип. 7–8.
- Ансамбль танцю УРСР // Мистецтво. 1958. — № 6. С. 14 21.